# Anomala medellina
Anomala medellina är en skalbaggsart som beskrevs av Ohaus 1897. Anomala medellina ingår i släktet Anomala och familjen Rutelidae. Inga underarter finns listade i Catalogue of Life.